# أنكيلوصورات
أنكيلوصوريديات (الاسم العلمي: Ankylosauridae)، فصيلة ديناصورات المدرعة ضمن الأنكيلوصوريات، وهي حيوانات عاشبة. ظهرت قبل 122 مليون عام وانقرضة قبل 66 مليون سنة خلال انقراض العصر الطباشيري-الثلاثي.